# Elise Salt
Elise Salt (1995) es una deportista neozelandesa que compitió en triatlón. Ganó dos medallas en el Campeonato de Oceanía de Triatlón, oro en 2015 y bronce en 2018.

## Palmarés internacional
| Campeonato de Oceanía | Campeonato de Oceanía           | Campeonato de Oceanía | Campeonato de Oceanía |
| Año                   | Lugar                           | Medalla               | Prueba                |
| --------------------- | ------------------------------- | --------------------- | --------------------- |
| 2015                  | Mount Maunganui (Nueva Zelanda) | Medalla de oro        | Relevo mixto          |
| 2018                  | Glenelg (Australia)             | Medalla de bronce     | Relevo mixto          |